# Papilio neyi
Papilio neyi là một loài bướm thuộc họ Bướm phượng (Papilionidae). 
Loài Papilio neyi được mô tả năm 1909 bởi Niepelt. Loài bướm Papilio neyi sinh sống ở .

## Hình ảnh

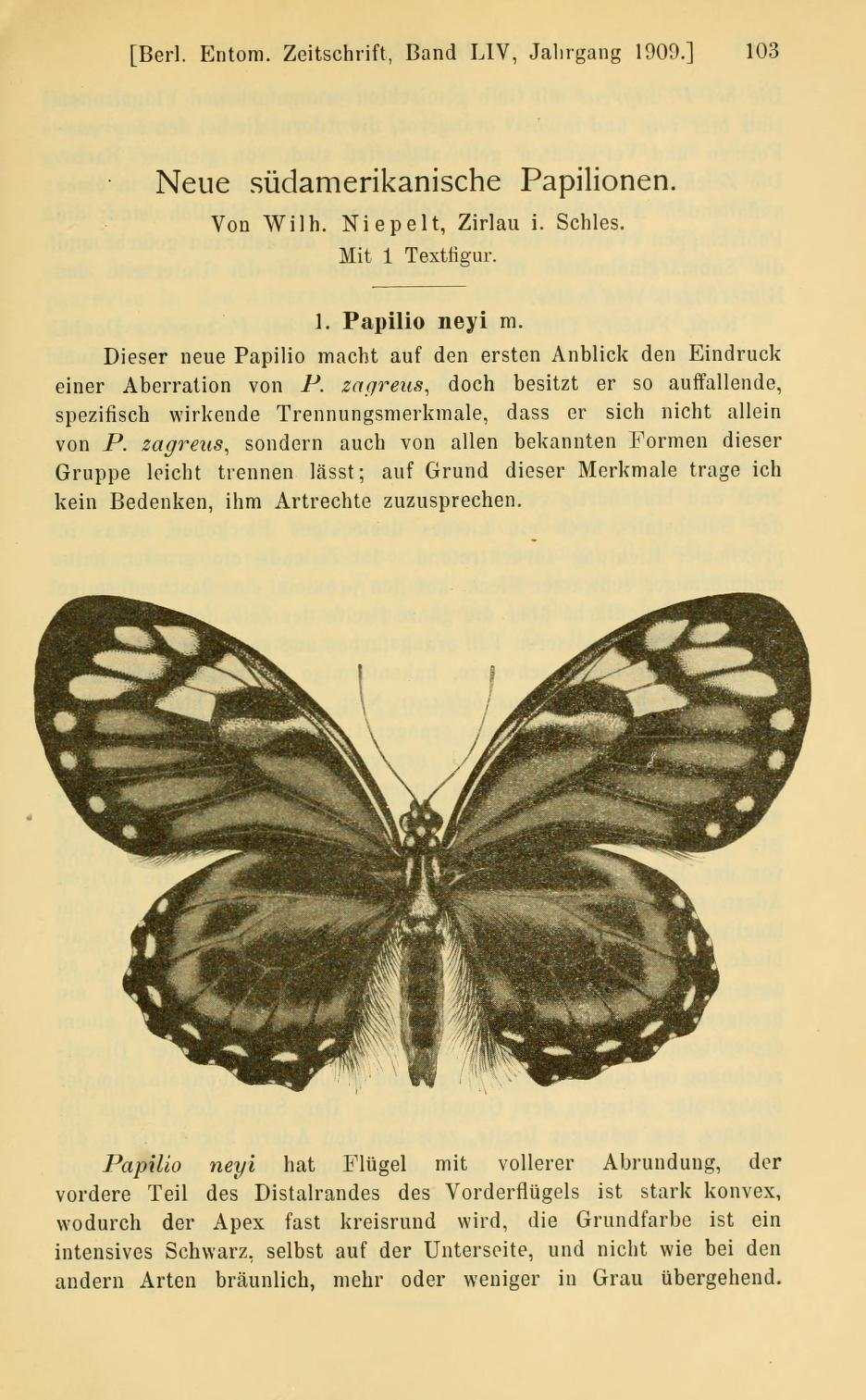
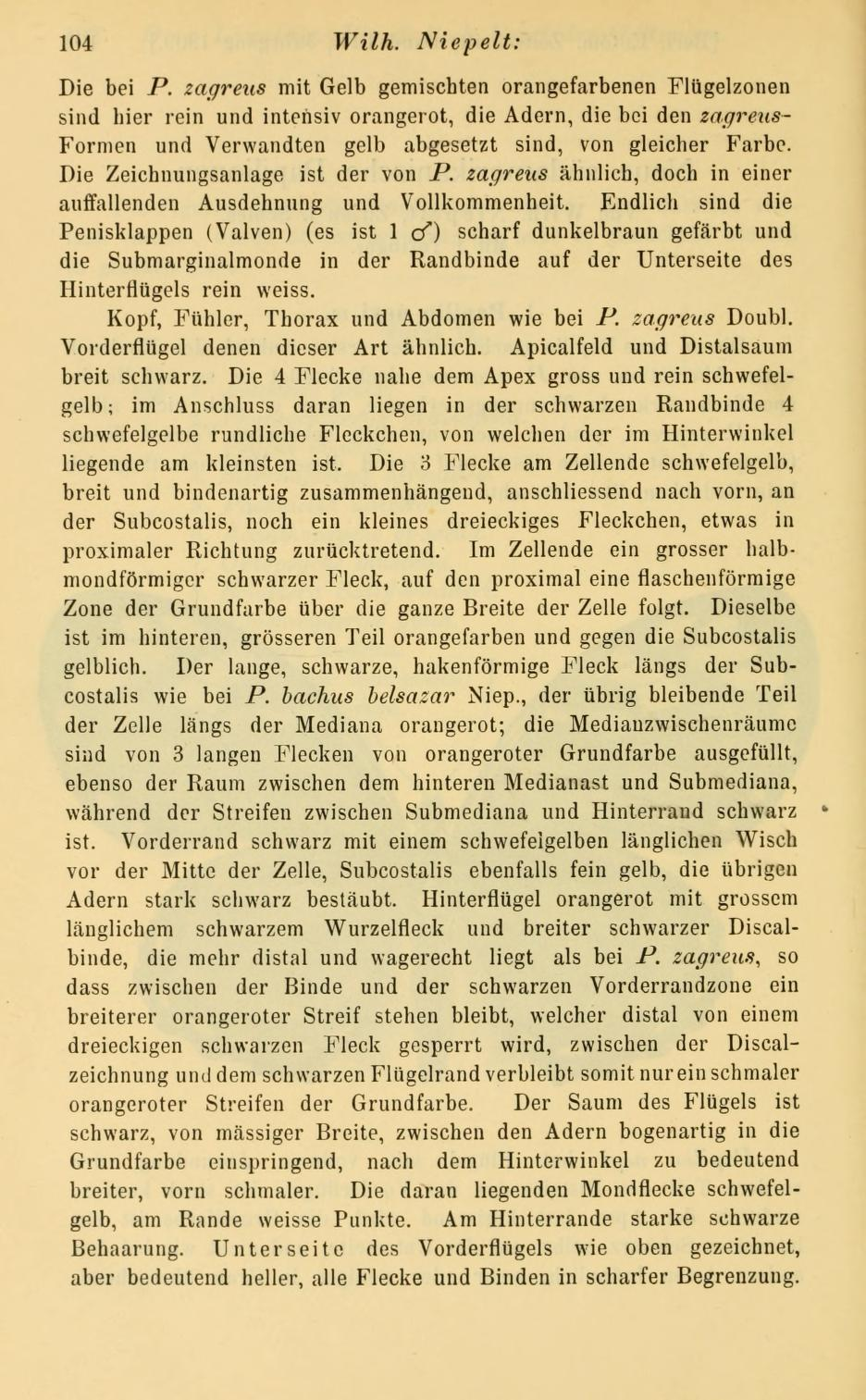
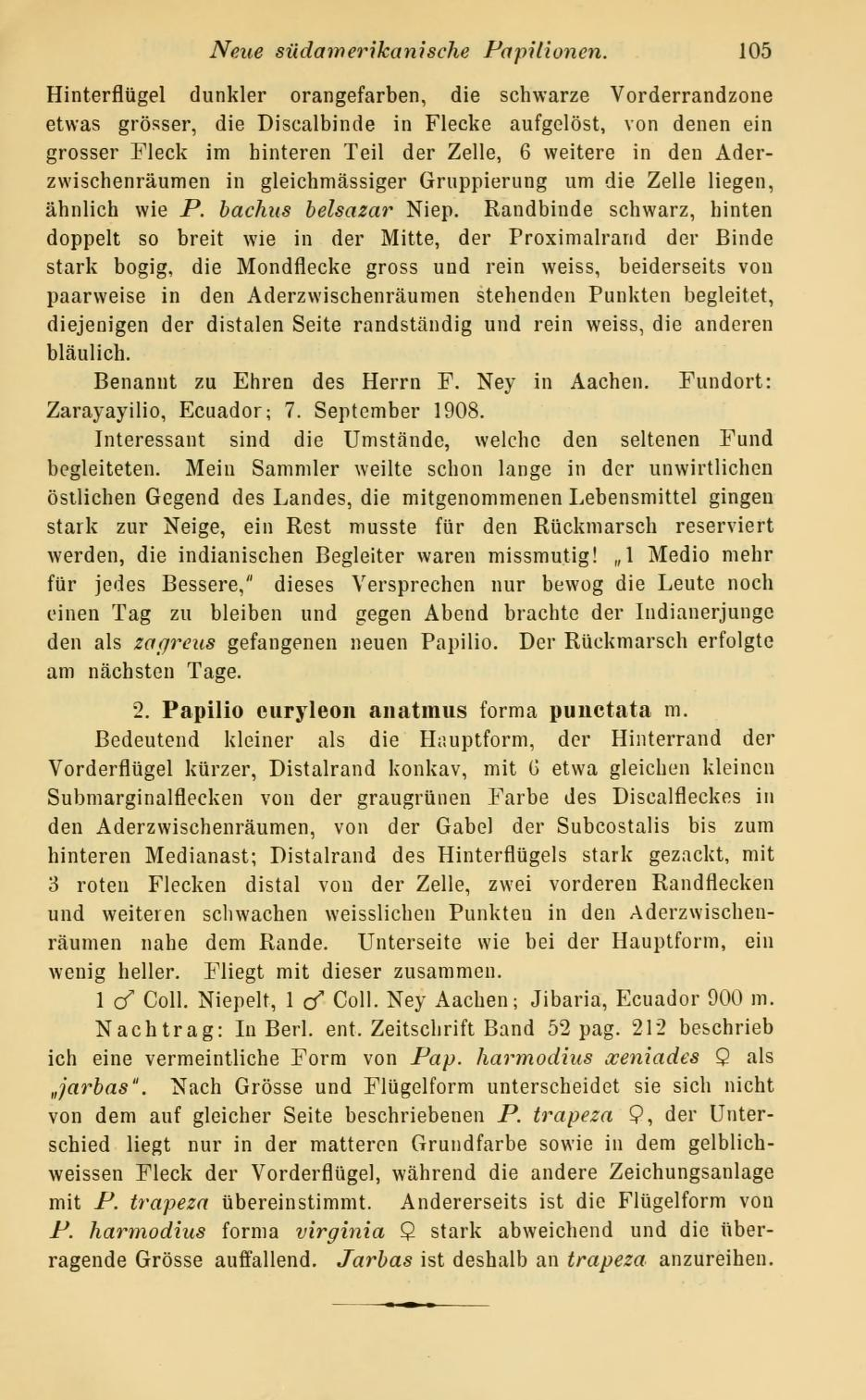